# Майкл Різен
Майкл Різен (нім. Michel Riesen; 11 квітня 1979, Обербальм, Швейцарія) — швейцарський хокеїст, нападник.

## Кар'єра
Майкл розпочав свою кар'єру в СК «Лісс». Як професійний гравець, нападник грає з 1994 року в Національній лізі А за хокейний клуб «Біль», з яким він вилетів в своєму першому сезоні до НЛВ. В сезоні 1997/98 він переїхав до «Давосу» та повернувся до НЛА. У Драфті НХЛ обраний у першому раунді під номером 14 клубом НХЛ Едмонтон Ойлерс. Через рік Майкл дебютує в клубі Американської хокейної ліги «Гемілтон Булдогс». В сезоні 1999/2000 Різен стає одним з найкращих бомбардирів, набравши 60 очок (29 + 31) в 73 іграх. 1 липня 2001 року він став першим швейцарським гравцем в Національній хокейній лізі. У сезоні 2000/01 він дванадцять разів виступив в основному складі «Едмонтон Ойлерс», зробив одну результативну передачу. В наступному сезоні «Ойлерс» обмінює Майкла разом з Дугом Вейтом на Марті Різонера, Йохена Гехта і Яна Горачека у «Сент-Луїс Блюз». Після цього сезону, він повернувся до Швейцарії, де підписує контракт з «Давосом». Протягом наступних восьми років, до 2009 року, Майкл чотири рази стає чемпіоном Швейцарії у складі «Давосу». Хоча його контракт дійсний до 2011 року, він переїхав у сезоні 2009/10 до «Рапперсвіль-Йона Лейкерс». Ще через чотири роки він укладає контракт з ХК «Базель» (НЛВ) до кінця сезону 2013/2014 років.

## Кар'єра (збірні)
Майкл Різен виступав у складі молодіжної збірної Швейцарії на чемпіонаті світу у 1996 році. Через рік на чемпіонаті Європи серед юніорів U-18 у 1997 році, увійшов до команди «Усіх зірок» та обраний найкращим нападаючим турніру. Виступав також на молодіжних чемпіонатах у 1997 та 1998 роках (у 1998 році він став бронзовим медалістом). Виступав  також у складі національної збірної.

## Досягнення
- 1997 Найкращий нападник Чемпіонату Європи серед юніорів U-18.
- 1997 В команді «Усіх зірок» Чемпіонату Європи серед юніорів U-18.
- 1998 Новачок року в Національній лізі.
- 1998 Бронзовий призер молодіжного чемпіонат світу з хокею із шайбою.
- 2001 Переможець Кубка Шпенглера у складі ХК «Давос».
- 2002 Чемпіон Швейцарії у складі ХК «Давос».
- 2004 Переможець Кубка Шпенглера у складі ХК «Давос».
- 2005 Чемпіон Швейцарії у складі ХК «Давос».
- 2006 В команді «Усіх зірок» Кубка Шпенглера.
- 2006 Переможець Кубка Шпенглера у складі ХК «Давос».
- 2007 Чемпіон Швейцарії у складі ХК «Давос».
- 2009 Чемпіон Швейцарії у складі ХК «Давос».